# 公孙诡
公孙诡（？—前148年），西汉文士，齐国（今山东北部）人。吴楚七国之乱后，梁孝王刘武招集天下文士，他和羊胜、邹阳都在梁国游历。公孙诡多奇计，开始见到梁王刘武，受千金之赐，非常得到梁王宠信，官至梁国的中尉，号称“公孙将军”。刘武怨恨袁盎等人阻止汉景帝立他自己为储君，所以刘武与公孙诡、羊胜合谋，刺杀了袁盎等议臣十余人。后来，汉景帝遣使到梁国搜捕，想办他的罪，公孙诡、羊胜被迫自杀。